# Studzienice (województwo mazowieckie)
Studzienice – wieś w Polsce, położona w województwie mazowieckim, w powiecie radomskim, w gminie Przytyk. Ma status sołectwa.
| SIMC    | Nazwa      | Rodzaj    |
| ------- | ---------- | --------- |
| 0634420 | Kolonia    | część wsi |
| 0634437 | Przymiarek | część wsi |
| 0634443 | Sachalin   | część wsi |

Prywatna wieś szlachecka, położona była w drugiej połowie XVI wieku w powiecie radomskim województwa sandomierskiego. W latach 1975–1998 miejscowość położona była w województwie radomskim.